# Annales de la Société Entomologique de France
Annales de la Société Entomologique de France (Nouvelle série). (Revue internationale d’entomologie — International Journal in Entomology) — один из старейших в мире французских энтомологических научных журналов, публикации научных исследований в различных областях науки о насекомых.

## История
Журнал основан в 1832 году энтомологами Франции и является одним из старейших в мире научных журналов по зоологии и энтомологии. После объединения с двумя другими журналами («Revue Française d’Entomologie» и «la Revue de Pathologie végétale et d’Entomologie agricole de France») в 1965 году, к названию «Анналов …» добавилась приставка «Nouvelle série». В 1977 году кроме редакционной коллегии у журнала появился Международный научный комитет (International Scientific Committee).

## Общие сведения
В журнале публикуются оригинальные научные статьи в различных областях энтомологии, включая систематику, фаунистику, филогению, экологию, эволюционную биологию, ветеринарную и медицинскую энтомологию. Статьи публикуются на французском и на английском языках. Также публикуются короткие сообщения, обзоры книг и т. д. Журнал издаётся ежеквартально с общим количеством страниц до 500 в год. Текущий индекс цитирования (импакт-фактор) равен 0,600 (2009).
Выпускается Энтомологическим обществом Франции. В 2010 году вышел 46-й том (по новой нумерации).
Главный редактор — Pierre Rasmont.

## ISSN
- IBAN: FR 75 3004 1000 0104 4244 5Z02 067
- BIC: PSSTFRPPPAR
- ISSN 0037-9271